# Sinfonía para piano
Una sinfonía para piano es una pieza para piano solo en uno o más movimientos. Es un género sinfónico en virtud de que imita el color, tono y textura orquestal; así como el desarrollo sinfónico.

## Historia
Una de las primeras sinfonías para piano fue escrita por Theodor Kullak y publicada en 1847. El compositor francés Charles-Valentin Alkan compuso una Sinfonía para piano solo, que se publicó en 1857. José Vianna da Motta escribió al respecto: "Alkan demuestra su brillante comprensión de la forma [sinfónica] en el primer movimiento de la Sinfonía (el cuarto Estudio [de su Op. 39])... Las tonalidades están tan cuidadosamente calculadas y desarrolladas que cualquiera que las escuche puede relacionar cada nota con un sonido orquestal; y sin embargo no es sólo por la sonoridad que la orquesta se pinta y se hace tangible, sino también por el estilo y la forma en que se maneja la polifonía.”
Varias décadas después, Kaikhosru Shapurji Sorabji escribió su Tercera sonata para piano (1922), que describió como una sinfonía para piano. Entre los años 1938 y 1976, Sorabji escribió 6 sinfonías para piano. Entre estas también se incluye a veces su Sinfonía para piano n.° 0 (1930-1931), que es la parte completa para piano de su Segunda sinfonía para orquesta, que de otro modo estaría inacabada.
Niels Viggo Bentzon describió su Partita para piano, op. 38 (1945), como una "sinfonía para piano solo".
La Sonatina para piano n.º 8 (1961) del compositor John White consta de seis movimientos, de los cuales el quinto se llama "Sinfonía en cinco movimientos".
Haskel Small también ha compuesto una sinfonía para piano.